# Стефано Сенсі
Стефано Сенсі (італ. Stefano Sensi, нар. 5 серпня 1995, Урбіно) — італійський футболіст, півзахисник клубу «Монца» і національної збірної Італії.

## Клубна кар'єра
Народився 5 серпня 1995 року в місті Урбіно.
У дорослому футболі дебютував 2013 року виступами за команду клубу «Чезена», в якій провів три сезони, взявши участь у 31 матчі чемпіонату. 
Своєю грою за цю команду привернув увагу представників тренерського штабу клубу «Сан-Марино Кальчо», до складу якого приєднався 2013 року на правах оренди. Відіграв за команду наступних два сезони своєї ігрової кар'єри. Більшість часу, проведеного у складі «Сан-Марино Кальчо», був основним гравцем команди.
2016 року уклав контракт з клубом «Сассуоло», у складі якого провів наступні три роки своєї кар'єри гравця. Граючи у складі «Сассуоло» також здебільшого виходив на поле в основному складі команди.
В цьому ж році на правах оренди повернувся до складу «Чезени».
До складу клубу «Інтернаціонале» приєднався в липні 2019 року на умовах оренди з правом викупу. У серпні 2020 клуб скористався опцією викупу і гравець підписав з «нерадзуррі» 4-річний контракт.
Основним гравцем «Інтера» не став. На початку 2022 року був орендований «Сампдорією», а за пів року на аналогічних умовах перейшов до «Монци». У цих командах регулярно мав ігрову практику і, повернувшись до «Інтернаціонале» влітку 2023 року, на сезон 2023/24 був заявлений у його складі.

## Виступи за збірні
2012 року дебютував у складі юнацької збірної Італії (U-17). Загалом на юнацькому рівні взяв участь у 4 іграх.
2018 року дебютував в офіційних матчах у складі національної збірної Італії. 2 червня 2021 року був включений до заявки національної команди на Євро-2020, утім за декілька днів травмувався і був замінений у заявці на Матео Пессіну.
| Дата       | Місто     | Господарі | Результат | Гості                | Турнір                               | Голи | Примітки |
| ---------- | --------- | --------- | --------- | -------------------- | ------------------------------------ | ---- | -------- |
| 20-11-2018 | Генк      | Італія    | 1 – 0     | США                  | товариський матч                     | -    | 58'      |
| 26-3-2019  | Парма     | Італія    | 6 – 0     | Ліхтенштейн          | Відбір до ЧЄ 2020                    | 1    |          |
| 5-9-2019   | Єреван    | Вірменія  | 1 – 3     | Італія               | Відбір до ЧЄ 2020                    | -    | 69'      |
| 8-9-2019   | Тампере   | Фінляндія | 1 – 2     | Італія               | Відбір до ЧЄ 2020                    | -    |          |
| 4-9-2020   | Флоренція | Італія    | 1 – 1     | Боснія і Герцеговина | Ліга націй УЄФА 2020-2021 - 1-й етап | 1    |          |
| 7-10-2020  | Флоренція | Італія    | 6 – 0     | Молдова              | товариський матч                     | -    | 68'      |
| 28-3-2021  | Софія     | Болгарія  | 0 – 2     | Італія               | Відбір до ЧС 2022                    | -    | 68'      |
| 31-3-2021  | Вільнюс   | Литва     | 0 – 2     | Італія               | Відбір до ЧС 2022                    | 1    | 46'      |
| 29-3-2022  | Конья     | Туреччина | 2 – 3     | Італія               | товариський матч                     | -    | 77'      |
| Усього     |           | Матчів    | 9         |                      | Голів                                | 3    |          |

## Титули і досягнення
- Чемпіон Італії (2):

«Інтернаціонале»: 2020–21, 2023–24
- Володар Кубка Італії (1):

«Інтернаціонале»: 2021–22
- Володар Суперкубка Італії (2):

«Інтернаціонале»: 2021, 2023